# Firavitoba
Firavitoba es un municipio colombiano ubicado en la provincia de Sugamuxi en el departamento de Boyacá. Está situado a unos 77 kilómetros de la ciudad de Tunja, la capital del departamento y a 10 km de Sogamoso, la capital de la provincia. 

## Toponimia
Existen dos versiones acerca del origen del nombre de Firavitoba. La primera indica que la expresión se deriva de las palabras Muiscas fiva (viento) y obta (cumbre), y según ello, significa viento de la cumbre; la segunda afirma su nombre se generó de los términos fiia (cuántas) y faoa (nubes), que al ser mal pronunciados por los españoles a su llegada terminó sonando como Firavitoba.

## Historia
En el territorio del actual municipio de Firavitoba existía un asentamiento indígena antes de la llegada de los conquistadores españoles. Por lo tanto y como era costumbre se fue dando un proceso de integración de los habitantes y dejándole el nombre de Firavitoba. Respecto a las encomiendas encomienda (1547), pueblo de indios (1601), capellanía (1634) y parroquia (1781). La introducción del catolicismo la realizaron los padres Franciscanos a mediados del siglo XVI, adoctrinando en una casa, con San Antonio como patrono. El primer templo de 1634 dedicado a Nuestra Señora de las Nieves fue destruido por un incendio, motivo por el cual fue reconstruido en 1678. 
Los naturales que poblaron estas tierras posiblemente fueron Arhuacos, según tesis del arqueólogo español José Pérez de Barradas; vivieron a las orillas de los lagos; esta raza fue de origen mongólico más culto, pues para esa época ya había más quietud en los desplazamientos de las tribus y se organizó un grupo sobre un cerro en que se divisan muchas comarcas, a modo de atalaya, al que llamaron Guática (mundo alto) y se formó el poblado Firavitoba (cuántas nubes). 
Veinte edades antes de llegar los españoles, que eran como de setenta años cada una, o sea aproximadamente en el año 140, todo transcurría en esta propiedad en forma normal; de pronto, se dice que apareció del sur, como el sol, un personaje que traía en la cabeza y brazos una señal de la cruz y en la misma rematada una macana que traía por bordón en la mano, este era Bochica, el personaje les enseñó a trabajar, a vestirse y a creer en Dios, levantando el templo a Mi Señor.
La invasión Chibcha sucedió aproximadamente en el siglo VII de nuestra era, viniendo del istmo de Panamá. El pueblo conquistador se fundió con el pueblo conquistado en una sola cultura posiblemente en paz y como tal se deformaron los mitos primitivos que se habían aprendido; entonces se introdujo costumbre de que los sacerdotes de allí fueran alternados entre Firavitoba y Tobasía. Esa tradición perduró hasta la invasión ibérica.
Gonzalo Jiménez de Quesada viniendo de Santa Marta, tras muchas penurias había subido la cordillera por la región de Vélez, hacia Bogotá tras un año de expedición, en 1537, siguiendo luego hacia Garagoa  y Obeitá, donde supieron que estaban cerca las minas de esmeralda de Somondoco. Al recibir noticias de sus enviados a reconocer esas tierras, de que por el espacio entre dos montes habían divisado una llanura muy extensa que parecía tan cercana, le pareció a Jiménez de Quesada que sería mejor mandar a una comisión bajo el mando del capitán Juan de Sanmartín, quien salió de los últimos dominios muiscas, no sin antes pasar graves peligros. Pasando desde Baganique hasta Pesca, en que encontraron resistencia muisca, pero sin hacer daños llegaron a Iza, donde habían sabido que habitaban quienes comerciaban con gentes de los llanos. Llegándoles allí un mensajero indígena de Duitama determinaron ir allá, pero llegados a Firavitoba supieron que no era fácil someterlo y determinaron dar la vuelta avistando a Suamox, la Roma de los Muiscas. Pero queriendo ir allá, un guía indígena los hizo perder y resultaron nuevamente en Baganique.
En nueva expedición llegaron a Suamox y viendo tanta maravilla quedaron encantados con el templo del Sol, que por descuido quemaron. Con la destrucción de su templo los aborígenes intentaron resistir pero fueron aniquilados y el cacique de Firavitoba, torturado murió.
Entonces comenzó la época de dominio español nombrando encomendero en el año de 1547, como en todos los pueblos, a uno de los soldados de Nicolás de Federmán, a Luis de Sanabria, que tendría su mando los indios de Firavitoba, Cormechoque y Sichacá.
Con la Real Audiencia llegaron los franciscanos. Los españoles trataban de destruir lo que fueran costumbres indígenas por considerarlas diabólicas. Pero, aunque los naturales fueron muy reacios a la nueva doctrina y a las nuevas costumbres, y si bien parecían estar convencidos entendieron que con los invasores había que fingir, para no sufrir penas impuestas por ellos, ya que tenían armas superiores y era inútil combatirlos.
En 1558 vino la epidemia de viruela, en ese entonces grave enfermedad que atacó a los naturales, quienes no habían desarrollado inmunidad. Los padres abandonaban a los hijos o estos a sus padres y debían ser arrojados en campos lejanos.
Queriendo obligar a adoptar el catolicismo, comenzaron a recorrer los pueblos y en 1577 llegaron a Firavitoba un delegado y un escribano; se recibieron tunjos de madera, caracoles y esmeraldillas. Se dice que a un indio se le dieron diez azotes, porque aunque frecuentaba la doctrina, guardaba y frecuentaba los santuarios.
El encomendero Luis de Sanabria, había tenido dos hijas, Catalina y Luisa Micaela. La primera había contraído matrimonio (1577) con Martín de Rojas y Lucena, que pasó a ser el dueño de la encomienda.
En 1601 se modificaron los dominios de posesiones, apareciendo los resguardos para proteger la población aborigen, Coromocho (Cormechoque) y Sichacá fueron agregados a Siachoque, mientras que Firavitoba quedó aparte. A cada pueblo de indios se entregó un sitio para la erección de su capilla, con medidas muy precisas (cincuenta y cuatro varas de largo y doce de ancho para cimientos), además de su plaza, situada al frente, de setenta varas en forma cuadrada, formando pueblos, manteniendo un pedazo común como tierra de labranza, para sus sembraduras, así como también otro terreno para sus ejidos, pastos, potreros de sus ganados, para que no tuvieran que desplazarse y tuvieran doctrina permanente.
Siendo doctrinero fray Domingo de Molina, a comienzos de 1633 llegó la epidemia de tifo. La señora Catalina de Rojas y Sanabria, casada con Juan de Sandoval, murió y ordenó en su testamento que se creara una capellanía en su estancia, con un monto de mil pesos para esta. Al año siguiente fue nombrado fray Francisco Pérez, de los franciscanos, para ejercer el patronato de dicha capellanía; entonces se comenzaron a levantar con el esfuerzo de la fe, los cimientos del hermoso templo, de arquitectura colonial, que fue afectado por un terremoto en 1644. Un incendio en que había perecido doña Josefa de Fonseca y Alarcón (esposa del asesinado Gerónimo de Rojas y Niño, cuarto encomendero) al intentar sacar una imagen de la Virgen, terminó de destruirlo. Entonces Fray Felipe Lozano, como doctrinero, en 1678 se propuso levantarlo nuevamente, siendo jefe indígena Pedro Neacha, perteneciente a Francisco de Vargas.
El último encomendero, Lorenzo de Rojas y Niño, antes de morir, quizá en redención de sus culpas, entregó en donación a la Compañía de Jesús en 1691, unas casonas que daban a la plaza mayor de Tunja y su hacienda de Firavitoba, una de las más ricas del Nuevo Reino, tenía 24000 varas de perímetro. En el comienzo del siglo XVIII el clima no fue muy favorable para los indígenas de Firavitoba durante una larga época de veinte años, en que hubo pérdidas continuas de sementeras, por lo cual hacia 1706 empezaron a fallar en el pago de las demoras, y como amortizaban hasta que les alcanzara, por el temor al arresto comenzaron a huir del pueblo, uno tras otro, de tal suerte que alcanzaron a trescientos los ausentes. Así implementados los repartimientos en 1718 el encomendero quedó en una difícil situación, además con la huida de esos indígenas, resultó aniquilado el cacicazgo de Gotua y se presentó el caso de gente adinerada que compró tierras.
Se conocen libros de bautismos solo hasta 1729 y la primera partida encontrada está firmada por el sacerdote Francisco Antonio Vélez Ladrón de Guevara, mientras que la primera visita pastoral, consignada en los libros, fue practicada por Monseñor Antonio Claudio Álvarez de Quiñones, Arzobispo de Santafé de Bogotá, el sábado 28 de octubre de 1730.
Las teorías de los Jesuitas habían creado un malestar entre los españoles porque no los dejaban hacer su voluntad con los naturales; entonces promovieron una forma de deshacerse de esa comunidad de catequistas, y mandaron comisiones ante el rey para decir que eran malos elementos que infundían ideas peligrosas, que era bueno apartarlos de la sociedad. El rey de España, entonces en 1767 ordenó expatriarlos y confiscar sus bienes, incluidos muchos libros; así se extinguió la hacienda de Firavitoba que pasó a manos del español José Antonio del Lago. Por otra parte los indígenas fueron trasladados a Nobsa y rematados sus resguardos, pero ante la Revolución de los Comuneros, les fueron devueltos pero perdieron algunas tierras. Los pobladores del municipio de Firavitoba participaron activamente en esta insurrección. Entonces fue creada la parroquia y Firavitoba dejó de ser pueblo doctrinero de indios.
En la época de la independencia, tras la revuelta del 20 de julio de 1810 en Santa fe, se produjeron algunos cambios, y aunque vino el régimen del terror de Pablo Morillo en 1816, en que fue apresado el sacerdote Carlos Suárez por predicar la libertad, vino la campaña libertadora, en que se produjo la independencia total de la Nueva Granada, con las batallas de Pantano de Vargas, muy cerca de Firavitoba y Puente de Boyacá. En Firavitoba nació Cayetano Abella, sargento de infantería del Batallón Cazadores que luchó y murió en la Batalla de Boyacá el 7 de agosto de 1819.
En la época republicana, el municipio perdió importancia y pasó al olvido de los colombianos, aunque se establecieron escuelas públicas de primaria antes de 1832. Se produjeron terremotos en 1826 y 1827 que afectaron seriamente el templo, pero la entidad legislativa local no resolvía nada sino pasaban reunidos en discusiones sin fundamento.
Solo hasta el año de 1869, en que llegó como sacerdote el padre Ignacio Ramón Avella, fue que se empezó a notar cierto progreso. De una maqueta traída de Paris propuso levantar un gigantesco templo hecho en piedra. Así, cuatro años más tarde se comenzó la labor, con la dirección del Señor Cura en persona, primero con las bases que fueron de gran profundidad y luego el levantamiento de los muros. Pero, llegó el momento en que se necesitaron andamios y todo el pueblo acudió a la vereda de Bogüita, al otro lado de la laguna de Tota a traer la madera, en una jornada por lo demás épica.
En 1901 murió el clérigo dejando mucha tristeza en los moradores de Firavitoba, cuando estaban levantados los muros laterales y el de atrás, pero como la maqueta se perdió, fueron muchos los inconvenientes que se presentaron para la continuación de la obra. Solo hasta 1916, en que llegó el cura Abdénago Zambrano, de Firavitoba, fue que volvió el interés y la obra se siguió, con un diseño traído por el padre Hugo Orjuela, encargado por el sacerdote, dirigiendo la obra el maestro Gregorio Gómez. En esta época llegaron adelantos al poblado como fueron el telégrafo (1919) y el teléfono público (1926), haciendo más fácil la comunicación con otras regiones, lo mismo que el acueducto domiciliario en 1929, y la carretera a Sogamoso (1933).
En 1937 se terminó el techo del templo, pues por disposición de Monseñor Luque, obispo de Tunja, se había suspendido el frontis, para proteger las paredes que se habían levantado. Hecho esto se continuó ininterrumpidamente con el frontis, hasta el año de 1946 en que fue terminada la torre del norte y en 1949 la otra torre, quedando completa la construcción por fuera.
El adelanto, como siempre se presentaba en el templo, que trasladó su trabajo detrás de la pared intermedia para la construcción del altar central, que fue dirigida por el señor Luis Alberto Molano a partir de entonces. Augusto Salamanca y otros militares de Firavitoba participaron en la guerra de Corea. La carretera de Paipa por el Pantano de Vargas, tras muchas interrupciones, algo más de 20 años después de iniciada, se puso al servicio en 1951.
Merece especial mención la constitución de la Empresa Pro-Luz de Firavitoba a comienzos de 1953, por vecinos de la población, instalando cinco mil metros de cable número ocho aislado, veinticinco postes, aisladores, cinco llaves, ganchos, cinturón de seguridad, dos poleas para templar cable y accesorios. Se comenzaron trabajos de conexión y fue así como el motor se puso en funcionamiento, viendo por fin la luz eléctrica el municipio, intento que se hacía desde 1936. Héctor Granados, Augusto Salamanca y otros militares participaron en la guerra de Corea.
En 1962 sucedió algo grande en la historia del municipio, porque se recibió la visita del Ministro de Salud y otros personajes del gobierno nacional, debido a que se ponía la primera piedra del puesto de salud, en el costado suroccidental de la Concentración Escolar, que se construía con el apoyo del gobierno norteamericano. El Concejo Municipal reunido, en la tarde declaró creada la bandera de color verde con franja diagonal tricolor y el escudo con el dibujo del templo y unas espigas de trigo. Y al año siguiente la inauguración del bachillerato, que tanta falta hacía al municipio, que tuvo su primera promoción de bachilleres solo hasta 1973. En ese tiempo (1965) se hizo el alcantarillado por las calles del centro poblado.
En 1976 llegó el día de la culminación de aquel monumento orgullo de nuestra tierra, ese día el poblado amaneció engalanado, su templo y sus casas adornados con las banderas nacional, municipal y pontificia. La ceremonia de la consagración del “Templo de Nuestra Señora de las Nieves” fue presidida por Monseñor Augusto Trujillo Arango, Arzobispo de Tunja. Algo muy solemne en que acudió gente muy importante a Firavitoba.
En 1985 se hicieron convites para conducir el agua de la laguna de Tota al municipio, entonces la gente se comprometió a aportar a la acción comunal mil pesos para ayudar en los gastos de indemnización, por el paso del agua. Se trabajó arduamente hasta que fue culminado.
En junio de 1988 se posesionó el primer alcalde de elección popular y desde ese año se ha hecho sucesivamente esa ceremonia, primero cada dos años. Ahora está cada cuatro años y el mandato se inicia el primero de enero. A comienzos de 1989 en el sitio de la demolida escuela de niños, al norte de la plaza principal, se cedió un lote a Telecom para la construcción del edificio que sería sede de la empresa, y así facilitar el levantamiento de la red telefónica local. Eso ya se había dispuesto desde 1978, pero no se había consumado, nuevamente por descuido.
Un día de enero de 1995 todo estaba en calma cuando vino un sacudón de tierra, luego otro más fuerte y siguió temblando; presos de pánico muchos buscaron las calles; entre sus rezos quienes se congregaron en la plaza oyeron un gran estruendo, seguido de una polvareda que se levantaba hacia el cielo, y se oyó casi a una sola voz: “Se cayó la iglesia”; fueron unos segundos que parecieron una eternidad. Todo otra vez en calma... La polvareda pasó y se pudo ver que la torre izquierda del templo quedaba sin las puntas y la derecha seriamente averiada. La intensidad había sido de 6.6 grados en la escala de Richter. ¡Qué triste acontecimiento!
Entonces nuevamente todo giraba en torno a la reconstrucción del templo, por medio de actividades para recoger fondos, primero desmontando y levantando las torres hasta el año 2000; luego el arreglo del techo y por último el cielorraso.
Por convenio con la gobernación, en el año 2005 se comenzó la obra de pavimentación de la carretera Firavitoba-Pantano de Vargas, que de ser culminada con buena calidad, se tendría comunicación con Paipa, haciendo que se acortara la distancia a Tunja, cosa que más tarde se vería como una frustración más para el sufrido pueblo. También, ese mismo año se aseguró el contrato entre el Consorcio Sugamuxi y los alcaldes de Sogamoso, Iza y Firavitoba, para la recuperación de la carretera que comunicaba estos municipios, por un total de tres mil quinientos sesenta y seis millones de pesos, con un ancho de siete metros y calzada de un metro, contrato que se había firmado con otro consorcio, el cual había tenido dificultades.
En 2012 se inauguró la Biblioteca Pública, un espacio de trescientos metros cuadrados con dos módulos de servicios: en el primero la zona general con estantes, mesas de lectura para adultos, computadores y un área especial para niños; en el segundo el área de los baños, dotados con muebles para niños y adultos, además de un espacio de servicio sanitario, construido según las exigencias reguladas, para personas con discapacidad.
En 2014 se inauguró el parque temático de Sor Gabriela*, que era muy diferente al que había. Éste era enchapado en piedra, con historias y grabados de la Sierva de Dios, una estatua de ella, apoyada en la columna del templo antiguo, cubierta, en la parte oriental y en la parte occidental la pila bautismal antigua, también cubierta. Fue un tiempo de contradicciones porque no se hicieron obras importantes por parte del gobierno municipal y una empresa acometida por el gobierno nacional, que fue el nuevo alcantarillado fue mal hecha, dejando las calles dañadas.
Solo hasta 2017 se comenzaron a arreglar algunas calles, se terminaron las remodelaciones de calle caliente y de cuatro vías más, con andenes uniformes y desagües nuevos de aguas lluvias, ya que el viejo alcantarillado que se había dejado para eso había sido averiado por quienes habían hecho ese trabajo el año 2015.
Pero faltaba algo, se comenzaron a llenar los requisitos para que el templo fuera declarado como Basílica menor, el 18 de octubre de 2019, día de San Lucas la Santa Sede le concedió al templo el título litúrgico, lo que se conoció en el municipio el 5 de diciembre y la declaratoria fue hecha el 28 de diciembre, por Monseñor Luis Augusto Castro Quiroga, Arzobispo de Tunja, en el día de los Santos Inocentes.

## División política
División política: Firavitoba se encuentra a 10 kilómetros de Sogamoso por una vía pavimentada y plana. El municipio tiene 16 veredas (San Antonio, Baratoa, El Bosque, Calavernas, Diravita Alto, Diravita Llano, Mombita Alto, Mombita Llano, Irboa, La Victoria, Monjas, Cartagena, Tintal, Gotua, Ocan, Alcaparral) y algunos sectores en el centro (Cayetano Abella, San Pedro, Santa Helena, Las Nieves, Santa Águeda, Perpetuo Socorro, La primavera, Villa Paz, Catedral y Nuevo Horizonte). 

## Atractivos del municipio

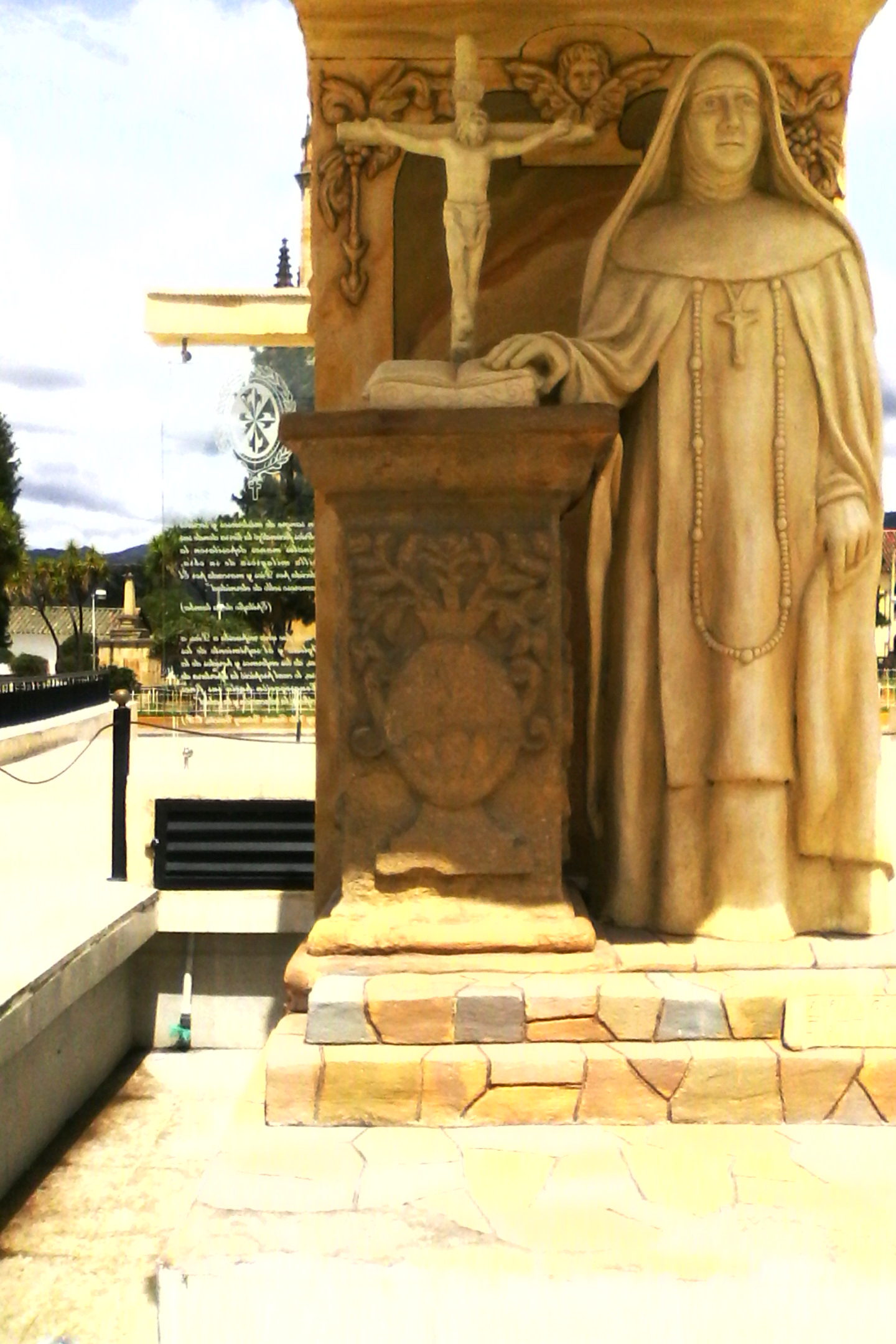
Estatua Sor Gabriela en el parque de su nombre

Uno de los aspectos más trascendentes de este municipio es su religión, pues en su territorio se ubican principalmente dos templos religiosos, los cuales son muy visitados por los turistas y creyentes. La basílica ubicada en la parte central de dicho municipio es reconocida por su estilo arquitectónico; es llamada Nuestra Señora de las Nieves. El otro es el llamado Templo de la Misericordia, en la vereda de Alcaparral (límites con el Municipio de Pesca). 
De la basílica se puede decir que se ubica en el centro de la población, con un baldaquino sobre el altar principal, de los cuales en Colombia solo se encuentran dos: este y el otro en la Catedral de Manizales. Este templo está considerado como el más grande del país. 
También muy reconocido el Parque Sor Gabriela, dedicado a la Sierva de Dios, Madre Gabriela de San Martín, bautizada en ese sitio, que antes fuera templo doctrinero.
Otros sitios son: El palacio Municipal, la casa de la Escuela de Música, la Casa de la Cultura, la Casa de la Compañía y la Hacienda La Duranera son otros patrimonios culturales y arquitectónicos del municipio.
En Firavitoba se celebran el primer domingo de agosto, la Fiesta de la Virgen de Las Nieves, fiesta patronal, la segunda semana de agosto las fiestas reales. En diciembre se realizan El festival del Torbellino, el Festival del Pan y el Queso y el Concurso Nacional de Música Campesina. Uno de los atractivos naturales es la Peña de las Águilas, que es una caída de agua en medio de un cañón rocoso en la vereda del Alcaparral, la laguna de San Antonio y los Páramos de niebla del Tajamar en la vereda de San Antonio y el Cerro de Guática. Tiene además el Aeropuerto clase C "Alberto Lleras Camargo".

## Área metropolitana del Alto Chicamocha
El Área metropolitana del Alto Chicamocha es un proyecto de organización urbana, ubicado en el centro del departamento de Boyacá y conformado por los municipios de Paipa, Duitama, Sogamoso, Tibasosa, Nobsa y Firavitoba. Se convertiría en una de las regiones más prosperas del país. Es la región de mayor movimiento en el Departamento, ya que concentra la mayor actividad económica, comercial e industrial de Boyacá, además es la zona más densamente poblada del Departamento. Contaría con cerca de 320.000 habitantes.

## Economía
Las actividades económicas iniciales en el municipio fueron la agricultura y las artesanías en lana de oveja y fique, pero ahora su economía se basa principalmente en la ganadería, con razas como la Normando y la Holstein. Se siguen produciendo alpargatas en fique e hilo, al igual que ruanas y pañolones. También se elaboran amasijos, como mogollas, pan y almojábanas en horno de leña.
El principal factor de ingreso económico de Firavitoba es la ganadería y la minería. Los productos lácteos también desempeñan un papel importante en la economía de la región.
La proximidad de las empresas Votorantim Acerías Paz del Río, Cementos Boyacá, Cementos Argos, Hornasa, así como algunas empresas de productos lácteos, es un factor de desarrollo económico de la zona.

la ruta 61 pasaba por firavitoba